# Сальтенья
Сальтенья (ісп. salteña) — болівійський різновид запечених емпанад з м'ясом.
Сальтенії — несолодкі пиріжки з начинкою з яловичини, свинини або курки, змішаної з солодким, злегка гострим соусом, з додаванням в начинку оливок, родзинок та картоплі. У деяких ресторанах іноді готують вегетаріанські сальтенії.
Зазвичай сальтенії можна знайти у будь-якому місті по всій країні, але в кожній області є свої варіації. У Кочабамбі та Сукре стверджують, що у них найкраща версія цієї закуски, але багато хто докладе всіх зусиль, щоб спробувати варіант з Потосі. У Ла-Пасі прийнято їсти сальтенью як ранкову закуску, і продавці часто починають продавати сальтеньяс дуже рано вранці.

## Історія
Походження страви досліджував історик Антоніо Паредес Кандія. У Болівії вважається, що нинішню версію цієї страви на початку ХІХ століття створила Хуана Мануела Горріті. Ця жінка пізніше вийшла заміж за президента Мануеля Ісідоро Бельсу . Горріті народилася в аргентинській Сальті та була заслана до болівійського Потосі під час диктатури Хуана Мануеля де Росаса. Сім'я Горріті жила в крайніх злиднях, і на початку XIX століття вони вигадали рецепт, щоб заробляти на життя. Різновид цієї випічки був відомий на той час на більшій частині території Європи.
Продукт, який отримав назву сальтенья, став дуже популярним. Кандія стверджує, що дітям було прийнято говорити: «Ve y recull una empanada de la salteña» («Іди й візьми емпанаду у жінки з Сальти»). Згодом люди забули ім'я Хуани Мануели Горріті, але не назву її смачної закуски, яка згодом стала болівійською традицією.
Хуана Мануела Горріті прославилася не лише як політик, а і як письменниця, зокрема, своєю книгою з кулінарного мистецтва під назвою La cocina eclectica, яка, крім гастрономічної важливості, має велику документальну цінність, оскільки містить безліч аргентинських народних рецептів, також з інших країн Латинської Америки та навіть європейської кухні свого часу.

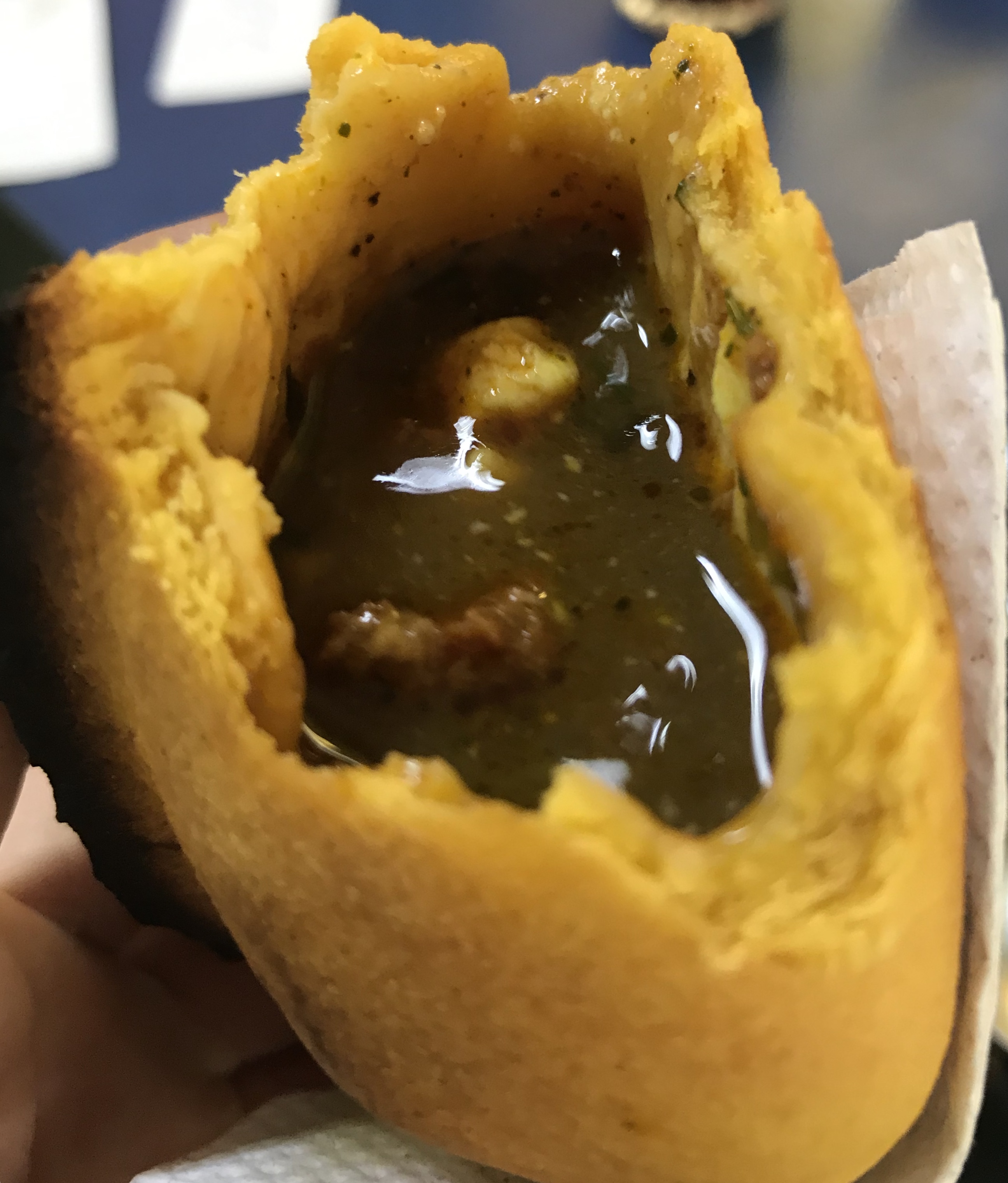
Начинка сальтенії

## Вживання
Сальтенії нагадують рагу в тісті, у них напіврідка начинка. Це досягається за рахунок того, що в начинку додають желатин, потім охолоджують її в холодильнику, щоб вона повільно танула при випіканні. Це гарантує, що тісто не розмокне навіть за дуже соковитої начинки. Форма сальтенії — як в американського футбольного м'яча, і цим вона відрізняється від плоскої емпанади. При вживанні хитрість полягає в тому, щоб їсти сальтенью, тримаючи вертикально і відкушувати верхній кут, просуваючись вниз, не проливаючи гарячий сік. Соус льяхуа (болівійська сальса) добре доповнює цей болівійський пиріжок.